# واندر بلو
واندر بلو (انگلیسی: Vander Blue؛ زادهٔ ۱۷ ژوئیهٔ ۱۹۹۲) بازیکن بسکتبال اهل ایالات متحده آمریکا است.
از باشگاه‌هایی که در آن بازی کرده‌است می‌توان به لس آنجلس لیکرز و بوستون سلتیکس اشاره کرد.
وی در مسابقات کشوری و بین‌المللی در مجموع برندهٔ ۱ مدال طلا شده‌است.